# Дино Дворник
Миљенко Дворник — Дино (Сплит, 20. август 1964 — Загреб, 7. септембар 2008) био је југословенски и хрватски певач фанк и рок музике и филмски глумац.

## Детињство и младост
Рођен је 20. августа 1964. године као син познатог глумца Бориса Дворника у Сплиту. Дино и његов брат Деан Дворник 1970-их година су глумили у неколико телевизијских филмова и серија, од којих је најпознатија серија „Наше мало мисто“, која је прославила њиховог оца Бориса. Дина није занимала глума и почео се бавити музиком.
Године 1980, саставио је поп састав назван „Кинески зид“ са којим је промовисао фанк музику. Будући под великим стресом, пре сваког наступа Дино је почео узимати наркотике, временом постајући зависник. Почетком 1990. добио је кћерку и наредних година био је на удару медија због своје зависности о разним дрогама, што је на крају и сам признао.
Године 2006. Дворникови су одлучили направити ријалити-шоу по узору на америчке звезде Озборнове који се звао „Дворникови“. Шоу се емитовао једну сезону.

## Приватни живот
Дино се 1989. оженио Данијелом Куљиш и следеће године добили су кћерку Елу.

## Смрт
Умро је 7. септембра 2008. године у свом стану од последица предозирања "коктелом" таблета за смирење и антидепресива, само осамнаест дана након што је прославио 44. рођендан и шест месеци након што му је умро отац.

## Албуми

### Студијски албуми
- 1989. Дино Дворник
- 1990. Креативни неред
- 1993. Природа и друштво
- 1997. Enfant terrible
- 1998. The Best of
- 1999. Big Mamma
- 2002. Svicky
- 2008. Пандорина кутија

### Концертни албуми
- 1995.

## Познате песме
- Љубав се зове именом твојим (текст написала Јосипа Лисац)
- Зашто правиш слона од мене (текст написао Џибони)
- Теби припадам
- Јаче манијаче
- Ти си ми у мислима
- Ништа контра Сплита
- Африка
- Хипнотизиран
- Lady
- Све што имам то си ти
- Ноћас
- Надахнуће

## Фестивали

### Сплит
- Mille non piu mille (дует са оцем, Борисом Дворником), '82
- Добро ти море, најдража земљо (Вече Устанак и море), '85
- Далмација реп, друга награда стручног жирија, '94
- Ништа контра Сплита, прва награда публике и победничка песма, '95
- Близу олтара боље се чује, друга награда публике, '97
- Вјенчање, '98
- То ми ради, трећа награда, '99

### Загреб
- Теби припадам, награда СОКОЈ-а, '88
- Нова година, '90
- Гибајмо се, '94

### МЕСАМ
- Мислиш да сам блесав, прва награда публике и прва награда жирија, '90

### Мелодије хрватског Јадрана, Сплит
- Ђиха, ђиха, трећа награда публике, '97
- Што волим дан кад је безбрижан, награда за сценски наступ, '99

### Арена фест, Пула
- Фјака, '97

### Руњићеве вечери, Сплит
- Што учинила си ти, 2001

### Марко Поло, Корчула
- Напет, 2003

### Дора, Опатија
- Милина, 2008

## Улоге на филму и телевизији
Као дете, 70-их година, Дино Дворник остварио је неколико телевизијских и филмских улога. Већ са 4,5 године, 1970, је играо у серији Наше мало мисто, а затим 1974. у серији Човик и по. У обе серије Борис Дворник играо је главне улоге. Године 1979. играо је једну од главних улога у филму Прико сињег мора.
Још једну улогу остварио је 25 година касније, када је играо једну од главних улога у филмској крими-драми Та дивна сплитска ноћ из 2004. Дино је у филму глумио себе. Наиме, радња филма одвија се једне новогодишње ноћи на сплитској риви, за време концерта Дина Дворника. Исте године филм је освојио две Златне арене и још неколико домаћих награда, а награђиван је и у иностранству. Био је хрватски кандидат на 78. додели Оскара 2006. године.